# Glaucis aeneus
Eremita-bronze ou balança-rabo-bronzeado (Glaucis aeneus ou Glaucis aenea) é uma espécie de ave da família Trochilidae (beija-flores).
Pode ser encontrada nos seguintes países: Colômbia, Costa Rica, Equador, Honduras, Nicarágua e Panamá.
Os seus habitats naturais são: florestas subtropicais ou tropicais húmidas de baixa altitude e florestas secundárias altamente degradadas.